# Bolette de la Cour
Bolette Christina de la Cour (hette Madsen 1980), född 18 oktober 1961, är en dansk-svensk före detta barnskådespelare.
Bolette de la Cour, då bosatt i Mölle, var kandidat till rollen som Julia i Stellan Olsson och Maria Gripes TV-serie Julia och nattpappan (1971), men ansågs då vara för liten. Hon blev i stället känd 1974 för huvudrollen som Loella Nilsson i samma upphovsmäns TV-serie Pappa Pellerins dotter
Hennes gren av släkten la Cour har växelvis bott i Danmark och Sverige i flera generationer. Farmors far är ingenjören Jens Lassen la Cour.